# Öznur Çalışkan
Öznur Çalışkan (1990) és una esportista turca que competeix en bàdminton. Va ser campiona, juntament amb Özge Bayrak, a la categoria dobles femení al torneig Africa International en Sud-àfrica el 2010.
El 2011 va ocupar el lloc 97 al rànquing mundial de bàdminton.